# Impresión xilográfica en Japón

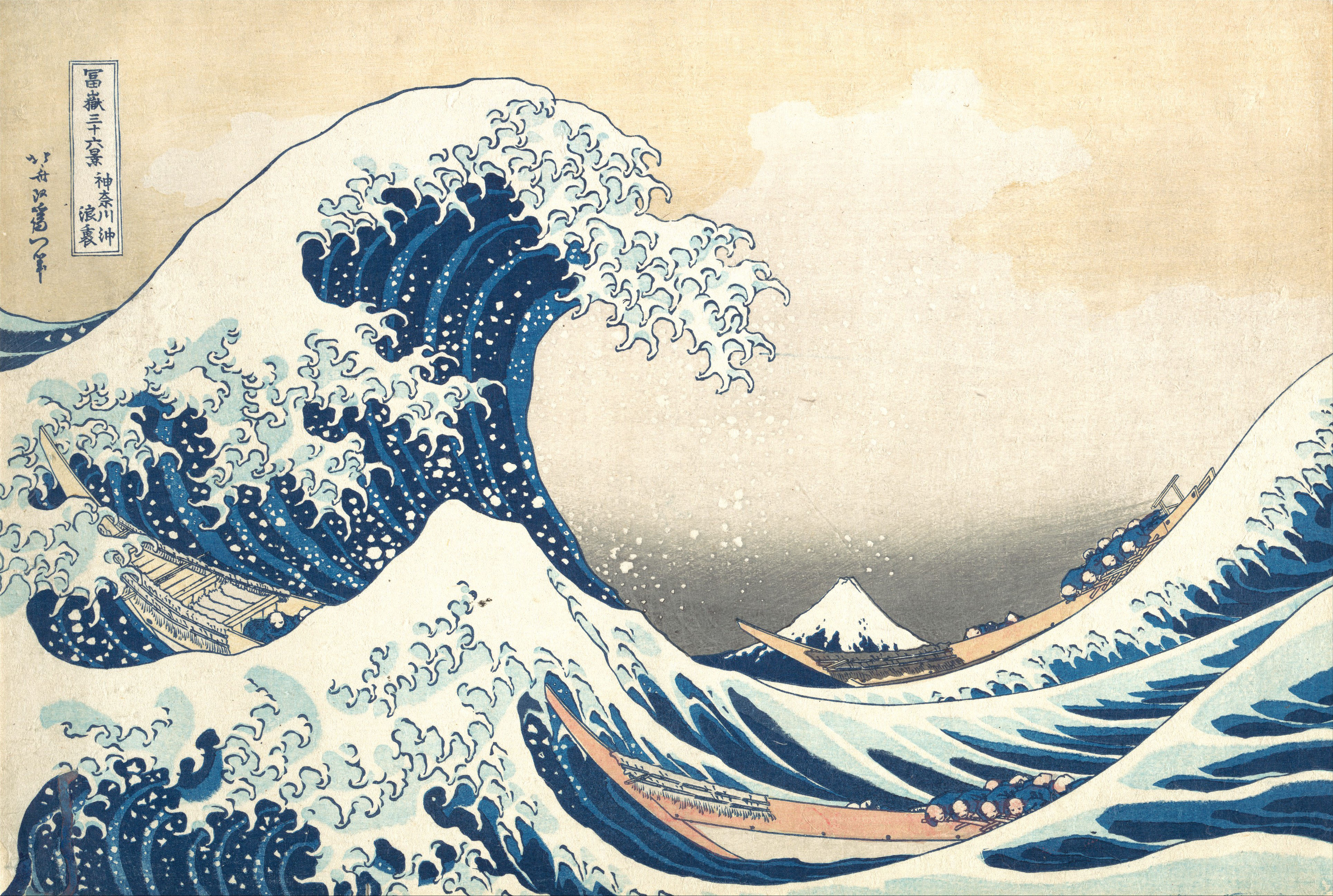
La gran ola de Kanagawa (神奈川沖浪裏Kanagawa-oki nami-ura), grabado original de Hokusai.

La impresión xilográfica en Japón (木版画, moku hanga) es una técnica que sobre todo se conoce por su uso en el género artístico del ukiyo-e; sin embargo, también se utilizó ampliamente para imprimir libros en el periodo Edo. La impresión xilográfica se había utilizado en la China durante siglos para imprimir libros, mucho antes de la llegada de los tipos móviles, pero no se adoptó de forma general al  Japón hasta mucho más tarde, durante el período Edo (1603-1868). Aunque similar al grabado xilográfico occidental en algunos aspectos, el  Moku hanga  se diferencia en gran parte porque se usan tintas basadas en el agua (en contraposición a la xilografía occidental, que usa tintas basadas en el aceite), lo que permite una amplia gama de colores intensos, vidriados y la transparencia en los colores.

## Historia
Los libros impresos xilogràficament los templos budistas chinos ya se vieron en el Japón en el siglo VIII. En 764 la emperatriz Shotuku encargó un millón de pequeñas pagodas de madera, cada una de las cuales contenía un pequeño rollo xilográfico impreso con un texto budista (hyakumanto darani). Se distribuyeron por los templos de todo el país en señal de agradecimiento por la represión de la  rebelión Emi del 764. Estos son los ejemplos más antiguos de la impresión xilográfica conocida, o documentada, de Japón.
Hacia el siglo XI, los templos budistas de Japón producían sus propios libros impresos de sutras, mandalas, y otros textos e imágenes budistas. Durante siglos, la impresión se restringía exclusivamente a la esfera budista, pues era demasiado cara para la producción en masa y no había un público receptivo y alfabetizado con quien poder comercializar este tipo de cosas.
No fue hasta el 1590 que se imprimió la primera obra secular en Japón. Era el Setsuyō-shū, un diccionario chino-japonés en dos volúmenes. Aunque los Jesuitas hacían ir una imprenta de tipos móviles en Nagasaki desde el 1590, el material de impresión vuelto de Corea por el ejército de Toyotomi Hideyoshi en 1593 tuvo mucha más influencia en el desarrollo del medio. Cuatro años después, Tokugawa Ieyasu, incluso antes de convertirse en shogun, llevó a cabo el primer tipo móvil nativo, utilizando piezas hechas de madera en lugar de metal. Supervisó la creación de 100.000 piezas de tipo, las cuales se utilizaron para imprimir una serie de textos políticos o históricos. Como shogun, Ieyasu promovería la alfabetización y la educación, iniciando así el proceso de emergencia de un público urbano culto. En este momento, sin embargo, la impresión no estaba dominada por el shogunato; a principios del siglo XVII aparecieron impresores privados en Kioto, y Toyotomi Hideyori, el principal opositor político de Ieyasu, ayudó también en el desarrollo y difusión del medio. En 1598 se imprimió una edición de los Analectas de Confucio utilizando una imprenta de tipos móviles coreanos, por orden del emperador Go-Yōzei. Este documento es la obra japonesa impresa con tipos móviles más antigua que existe actualmente. Sin embargo, a pesar del atractivo de los tipos móviles, pronto se decidió que el estilo de escritura japonés se reproduciría mejor utilizando tacos de madera, y así se adoptó la madera una vez más; hacia el 1640 los bloques de madera se volvían a utilizar para casi todos los propósitos.
El medio rápidamente se hizo popular entre los artistas y, además de los libros, se usó para producir pequeños y asequibles grabado s artísticos. Los grandes pioneros en aplicar este método para la creación de libros artísticos y en precedieron la producción masiva para el consumo general fueron Honami Kōetsu y Suminokura Soan. En su taller de  Saga, crearon un número de bloques de madera de los clásicos japoneses, tanto texto como imágenes, convirtiendo esencialmente los rollos en libros impresos y reproduciéndolos para a un consumo más amplio. A estos libros, ahora conocidos como Libros Kōetsu, Libros Suminokura o Libros Saga, se les considera las primeras y mejores reproducciones impresas de muchos de estos relatos clásicos; el Libro Saga de los Relatos de Ise (Ise monogatari), impreso en 1608, es especialmente célebre.
La impresión con bloques de madera o xilográfica, aunque más pesada y cara que otros métodos posteriores, lo era mucho menos que el método tradicional de escribir a mano cada copia de un libro; así, Japón empezó a ver algo de producción literaria en masa. Mientras que los Libros Saga imprimían en un papel elaborado y caro, utilizaba diferentes adornos y se imprimía específicamente para un círculo reducido de entendidos literarios, otros impresores de Kyoto adaptaron rápidamente la técnica para producir libros más baratos en grandes cantidades para un consumo más general. El contenido de estos libros variaba ampliamente, incluyendo guías de viajes, manuales con consejos, kibyōshi (novelas satíricas), sharebon (libros sobre la cultura urbana), libros artísticos y guiones para el teatro de títeres jōruri. A menudo, dentro de un determinado género, como los libretos de teatro jōruri, un estilo particular de escritura acabaría siendo el estándar para ese género; en otras palabras, el estilo caligráfico personal de un individuo se adoptaba como estilo estándar para imprimir obras de teatro.
Aparecieron y crecer muchas editoriales que publicaban libros y grabados individuales. Una de las de más fama y éxito llamaba  Tsutaya. La propiedad por parte de un editor de los bloques de madera físicos que se utilizaban para imprimir un texto o imagen dados constituía el equivalente más cercano al concepto de "copyright" que existía en ese momento. Los editores o los individuos podían comprarse bloques de madera unos a otros y así asumir la producción de determinados textos, pero aparte de la protectora propiedad de un juego de bloques dado (y por tanto de una representación muy particular de un tema dado), no había ningún concepto legal de la propiedad de las ideas. Los diferentes teatros rivales adoptaban las obras y, o bien las reproducían en bloque, o bien adaptando elementos individuls de la trama o personajes; en aquella época, esta actividad se consideraba legítima y rutinaria.
La impresión xilográfica se siguió usando después del declive de la ukiyo-e, y de la introducción del tipo móvil y de otras tecnologías, como método y medio para imprimir textos y para producir arte, tanto en los modos tradicionales como el ukiyo-e, como en una variedad de formas occidentales o más radicales que se podrían interpretar como arte moderno.

## Técnica

"Shōki zu" (Shoki avanzando), de Okumura Masanobu, c. 1741-1751. Un ejemplo de grabado en formato pilar de 69,2 x 10,1 cm.

La técnica para imprimir textos e imprimir imágenes era en general bastante similar. Las obvias diferencias eran el volumen producido cuando se trabajaba con textos (muchas páginas para una sola obra), y la complejidad de los múltiples colores que se podían encontrar en trabajar con imágenes. Las imágenes de los libros eran casi siempre monocromáticas (solo tinta negra), y durante un tiempo los grabados artísticos eran también monocromos o hechos solo con dos o tres colores.
El texto o la imagen primero se dibujaba en un washi (papel japonés), el cual luego se pegaba a un tablón de madera, normalmente cerezo. Entonces la madera se iba rebajando, siguiendo las líneas dadas por el dibujo. Se utilizaba un pequeño objeto de madera dura llamado bailen para presionar el papel contra el bloque de madera entintado, aplicando así la tinta al papel. Aunque al principio esto se podía haber hecho simplemente a mano, pronto se inventaron y adoptar mecanismos de madera para ayudar a aguantar el bloque de madera perfectamente quieto y para aplicar la presión adecuada durante el proceso de impresión. Esto sería de especial ayuda cuando se empezaron a introducir los colores múltiples y había que aplicarlos con precisión encima de las previas capas de tinta.
Mientras que el texto era casi siempre monocromático, como lo eran las imágenes de los libros, el crecimiento de la popularidad del ukiyo-e supuso la demanda de un continuo aumento del número de colores y la complejidad de las técnicas. Las etapas de este desarrollo fueron las siguientes.
- Sumizuri-e (墨摺り絵?  "estampas impresas con tinta") – impresión monocroma con tinta negra únicamente
- Benizuri-e (紅摺り絵?  "estampas carmesí") – detalles o destacados en tinta roja añadidos a mano después del proceso de impresión; a veces también se utilizaba el verde
- Tan-e (丹絵?) – destacados calabaza usando un pigmento rojo llamado tan
- Aizuri-e (藍摺り絵?  "estampas azul indio"), Murasaki-e (紫絵?  "estampas violetas"), y otros estilos en los que se usaba un solo color además o en lugar de la tinta negra
- Urushi-e (漆絵?) – un método en el que se usaba pegamento para espesar la tinta, dando más intensidad en la imagen; menudo se utilizaba oro, mica y otras sustancias para resaltar aún más la imagen. Urushi-e también se puede referir a los cuadros que usaban laca en lugar de pintura; la laca no se utilizaba en los grabados, o era muy raro que se hiciera.
- Nishiki-e (錦絵?  "estampas brocadas") – un método en el que se usaban diferentes tacos de madera para las diferentes partes de la imagen, lo que permitía utilizar una variedad de colores para conseguir unas imágenes increíblemente complejas y detalladas; se grababa cada taco para aplicar la tinta solo en la parte de la imagen diseñada para un color determinado. Para garantizar la correspondencia entre la aplicación de cada taco, se utilizaban unas marcas de registro llamadas kentō (見当).

## Escuelas y movimientos
El grabado japonés, como muchas otras ramas del arte japonés, tendía a organizarse en escuelas y movimientos. Las escuelas y, después, movimientos más notables del Moku hanga eran:
- Escuela Torii, a partir de 1700
- Escuela Kaigetsudō, a partir de 1700-14
- Escuela Katsukawa, a partir aproximadamente de 1740, incluidos los artistas Suzuki Harunobu y Hokusai
- Escuela Utagawa, a partir de 1842, incluido el artista Kunisada
- Sosaku hanga, movimiento "grabados creativos", a partir de 1904
- Shin hanga, movimiento "Nuevos grabados", a partir de 1915

Otros artistas, como Utamaro, Sharaku y Hiroshige, no formaban parte de una escuela determinada y provenían de una tradición más amplia.

## Tamaño del papel
Había una cierta cantidad de medidas estándar para los grabados en el período Edo, algunas de las cuales se detallan a continuación. (Todas las medidas en centímetros son aproximadas.)
- Chūban (中判, tamaño medio) (26 x 19 cm)
- Chūtanzaku (中短冊) (38 x 13 cm) – también conocida simplemente como tanzaku; la mitad de un ōban, cortado longitudinalmente
- Hashira-e (柱絵) (68-73 x 12-16 cm) – un formato estrecho y vertical menudo llamado "grabado pilar"
- Hosoban (細判) (33 x 15 cm) – se recortaban diferentes hosoban de un ō-ōban (大大 判, tamaño grande grande); el hosoban era la más pequeña de los tamaños de papel comunes.
- Kakemono-e (掛物絵) (76.5 x 23 cm) – formato grande y vertical, compuesto aproximadamente de dos ōban puestos uno encima del otro. El kakemono también se refiere a las pinturas enrollables colgantes.
- Ōban (大判, tamaño grande) (39 x 26.5 cm) – el tamaño de papel más común.
- Ō-hosoban (大細判) (38 x 17 cm) – también conocido como Ō-tanzaku
- Shikishiban (21 x 18 cm) – usado a menudo por los surimono

Los términos japoneses para los formatos vertical (retrato) y horizontal (paisaje) son tate-e (立 て 絵) y yoko-e (横 絵), respectivamente.